# Myrmobiota crassicornis
Myrmobiota crassicornis är en skalbaggsart som beskrevs av Thomas Casey 1893. Myrmobiota crassicornis ingår i släktet Myrmobiota och familjen kortvingar. Inga underarter finns listade i Catalogue of Life.